# Huejutla de Reyes
Huejutla de Reyes ou Huejutla é uma cidade por vez município, a cidade conta com una população de 36 305 habitantes, porém o município com 115 786 habitantes. A cidad está encravada na parte norte do Estado de Hidalgo, no México. Se localiza ao norte do estado e geograficamente entre os paralelos 21°08´ de latitude norte e 98°25´ de longitude oeste, a uma altitude de 140 metros sobre o nível do mar.

## Cidades Irmãs
- Brownsville, Texas Estados Unidos (2009)
- Putla Villa de Guerrero, Oaxaca (2010)